# Tephrina
Tephrina is een geslacht van vlinders van de familie spanners (Geometridae), uit de onderfamilie Ennominae.

## Soorten
- T. albisecta Warren, 1906
- T. altaica Vojnits, 1978
- T. anostilpna Wehrli, 1938
- T. arenularia Mabille, 1880
- T. arizela Fletcher, 1978
- T. assimilaria Rambur, 1833
- T. averyi Viette, 1980
- T. banian Viette, 1981
- T. bilineata Warren, 1895
- T. bleusei Thierry-Mieg
- T. boaria Swinhoe, 1885
- T. calliope Dyar, 1916
- T. calliposis Dyar, 1916
- T. camerunensis Herbulot, 1973
- T. catalaunaria Guenée, 1858
- T. cecinna Druce, 1893
- T. confertistriga Warren, 1906
- T. contexta Saalmüller, 1891
- T. deviaria Walker, 1863
- T. disputaria Guenée, 1858
- T. evelis Dyar, 1919
- T. exerraria Prout, 1925
- T. exospilata Walker, 1861
- T. falsaria Walker, 1862
- T. fumosa Hampson, 1891
- T. geminata Warren, 1897
- T. griseata Schaus, 1898
- T. guadarana Schaus, 1898
- T. homalodes Meyrick, 1889
- T. hopfferaria Staudinger, 1879
- T. hypotaenia Wehrli, 1937
- T. inaequivergaria Mabille, 1840
- T. inassuata Bastelberger, 1908
- T. inconspicuaria Hübner, 1818
- T. inchoata Prout, 1914
- T. intimidaria Dyar, 1927
- T. isogrammica Wehrli, 1937
- T. kaszabi Vojnits, 1974
- T. klapperichi Wiltshire, 1967
- T. latiscriptata Walker, 1862
- T. malesignaria Mabille, 1880
- T. mesographa Wehrli, 1937

- T. munda Warren, 1896
- T. murinaria Schiffermüller
- T. netta Holland, 1897
- T. ossea Swinhoe, 1885
- T. partitaria Maassen, 1890
- T. perturbata Bastelberger, 1908
- T. perviaria Lederer, 1855
- T. philbyi Wiltshire, 1980
- T. plumbarioides Sterneck, 1928
- T. presbitaria Swinhoe, 1904
- T. prionogyna Prout, 1916
- T. pulinda Walker, 1860
- T. quadriplaga Rothschild, 1921
- T. sakalava Herbulot, 1954
- T. scotosiaria Walker, 1869
- T. sengana Brandt, 1941
- T. specifica Dyar, 1916
- T. spissata Walker, 1862
- T. strigosata Warren, 1897
- T. subarenacearia Snellen, 1887
- T. subfuligata Walker, 1862
- T. sublimbata Butler, 1884
- T. submarcata Schaus, 1898
- T. sudella Dyar, 1916
- T. suleiman Wehrli, 1936
- T. supergressa Prout, 1913
- T. triseriata Prout, 1926
- T. univirgaria Mabille, 1880
- T. vapulata Butler, 1879
- T. wehrlii Brandt, 1941